# 棒腺毛蕨
棒腺毛蕨（学名：Cyclosorus clavatus），为金星蕨科毛蕨属下的一个种。